# Turdus ruficollis
El zorzal papirrojo (Turdus ruficollis) es una especie de ave paseriforme de la familia Turdidae propia de Asia. Anteriormente se consideraba conespecífico del zorzal papinegro, pero en la actualidad se consideran especies separadas.
El tordo papirrojo es un ave migratoria, que cría en el interior de Siberia, Mongolia y el noroeste de China, y se desplaza al sur para pasar el invierno al este del subcontinente indio. Su área de distribución solapa con la del zorzal papinegro cuya área de cría se extiende más al oeste. Es un zorzal grande con las partes superiores de color gris liso, vientre blanco y la parte inferior de las alas rojizos. Los machos tienen una mancha también rojiza que ocupa la garganta y la parte superior del pecho. Las hembras y los juveniles carecen de este babero rojizo, y tienen un veteado negro en las partes inferiores.